# 野田内閣 (第3次改造)
野田第3次改造内閣（のだ だいさんじ かいぞうないかく）は、衆議院議員、民主党代表の野田佳彦が第95代内閣総理大臣に任命され、2012年（平成24年）10月1日から2012年（平成24年）12月26日まで続いた日本の内閣。
衆院選を挟まずに3回内閣改造を行った例は、この内閣と第3次吉田第3次改造内閣、第2次池田第3次改造内閣、第1次佐藤第3次改造内閣、第3次安倍第3次改造内閣の5つのみであり、回数としては最多。3度の改造が行われた期間は1年4ヶ月弱と最短である。
2012年（平成24年）11月16日に衆議院が解散され、12月16日に実施された第46回衆議院議員総選挙で民主党が大敗、自由民主党（総裁：安倍晋三）・公明党（自公連立政権）への政権交代が確定。同年12月26日に野田第3次改造内閣は総辞職し、鳩山由紀夫、菅直人、野田佳彦と3人の首相に渡った民主党政権は3年3か月で幕を下ろした。後継政権として、第96代内閣総理大臣に安倍晋三自由民主党総裁が就任し、第2次安倍内閣が成立した。

## 概説

### 改造までの経緯

#### 2012年（平成24年）
- 9月10日、金融担当大臣を務めていた国民新党の松下忠洋副代表が東京都江東区内の自宅で自殺を図り、死去した。その際、後任は置かれずに財務大臣の安住淳が事務代理を行い、後任の大臣は野田佳彦代表の任期が満了することに伴って行われる民主党代表選挙の終了後に任命する運びとなった。
- 9月21日、民主党代表選挙が行われ、立候補していた現職の野田佳彦、赤松広隆、原口一博、鹿野道彦（立候補順）の中から、党員・サポーター及び衆議院・参議院の国会議員による投票で野田が新代表に選出された。
- 9月24日、新代表に選出された野田が民主党の役員人事を行い、財務大臣の安住淳が幹事長代行に、環境大臣の細野豪志が政策調査会長にそれぞれ就任することが内定した。
- 9月28日、また、代表選挙後初となる与党党首会談が開かれ、民主党新代表となった野田が連立政権を組む国民新党代表の自見庄三郎と会談した。会談には、民主党幹事長である輿石東、国民新党幹事長の下地幹郎も同席した。その際、野田は直近に迫った内閣改造で国民新党から郵政民営化担当大臣を起用する意向を伝え、国民新党側も了承した。このときには、松下の後任として自見が再入閣する方針であったとされる。また、同時に国民新党は副大臣及び政務官の政務三役ポストについて、総務政務官の森田高、外務政務官の浜田和幸に加え、もう1つの政務三役を国民新党に配分するよう求めるとともに、金融担当大臣を郵政民営化担当大臣と兼務するよう要求したが、野田は金融担当大臣と郵政民営化担当大臣への兼務について明確に返答しなかった[3]。この会談の直後に開かれた民主党の両院議員総会で安住らの役員人事が了承され、これに伴い、政策調査会長であった前原誠司、幹事長代行の樽床伸二、国会対策委員長の城島光力らは退任することとなった。その後、野田は輿石と協議を重ね、改造内閣の陣容を固めていった。
- 10月1日、野田は臨時閣議を招集し、野田第2次改造内閣の閣僚を集めて辞表を取りまとめた。その後、自見との間で与党党首会談を開き、内閣改造の方針を確認し、組閣本部を設置した。なお、このときの与党党首会談では、郵政民営化担当大臣のポストを当初、内定していた自見ではなく、下地にすることで合意した。改造人事は野田自ら記者会見し、初閣議を開いた[4]。
- 11月14日、野田は自民党の安倍晋三総裁との党首討論で当国会での議員定数削減実現を呼びかけ、確約を得られれば16日に衆議院を解散してもいいと明言[5]。
- 11月16日、衆議院解散を断行した[6]。
- 12月16日、第46回衆議院議員総選挙において民主党は改選前議席から4分の1に減らす歴史的大敗を喫する[7]。野田は民主党代表辞任を表明[8]。
- 12月26日、特別国会の召集に伴い、臨時閣議で内閣総辞職した。在任482日[9]。後継政権として、第2次安倍内閣（自公連立政権）が成立した。

### 人事

#### 2012年（平成24年）
- 10月1日 - 第2次改造内閣の閣僚辞表を取りまとめた後、内閣改造を行い、皇居での認証式を経て野田第3次改造内閣が発足した[10]。
- 10月23日 - 暴力団関係者との交際並びに外国人関係企業からの政治献金などの問題で野党からの批判を受けていた田中慶秋法相が、自身の体調不良を理由として法務大臣と自身が兼務をしていた拉致問題担当大臣を辞任[11]。
- 10月24日 - 滝実が法務大臣に就任し、内閣官房長官の藤村修が拉致問題担当大臣を兼務。
- 12月16日 - 第46回衆議院議員総選挙において、現職閣僚で民主党の公認を受けて立候補した城島光力、樽床伸二、田中眞紀子、三井辨雄、藤村修[注釈 1]、小平忠正、中塚一宏、国民新党の公認を受けて立候補した下地幹郎が落選。結果として、選挙に立候補しなかった滝実、森本敏を含めると10人が民間人として閣僚の職務に就くことになった。これにより戦後では民間人の人数が最多となった内閣である（閣僚18人中、10人が民間人となり、閣僚の過半数が民間人となった唯一の事例である）。大臣以外の政務三役でも斎藤勁内閣官房副長官のほか、11人の副大臣[注釈 2]、12人の政務官、さらに3人の首相補佐官が落選する壊滅的な大敗となった[注釈 3]。
- 12月26日 - 午前の臨時閣議において、閣僚らの辞表が取りまとめられ、内閣総辞職。後継政権として、第2次安倍内閣（自公連立政権）が成立した。

## 内閣の顔ぶれ・人事

### 国務大臣
所属政党・出身:
  民主党   国民新党
  （民主党→）民間   （国民新党→）民間 
  中央省庁・民間
| 職名                                                                             | 氏名 | 氏名         | 所属                                                  | 特命事項等                                                                                            | 備考                                                                  |
| -------------------------------------------------------------------------------- | ---- | ------------ | ----------------------------------------------------- | --- | --------------------------------------------------------------------- |
| 内閣総理大臣                                                                     |      | 野田佳彦     | 衆議院 民主党 （野田G）                               | | 民主党代表 留任                                                       |
| 副総理 内閣府特命担当大臣 （行政刷新）                                           |      | 岡田克也     | 衆議院 民主党 （無派閥）                              | 行政改革担当 社会保障・税一体改革担当 公務員制度改革担当 内閣総理大臣臨時代理 就任順位第1位（副総理） | 留任                                                                  |
| 総務大臣 内閣府特命担当大臣 （沖縄及び北方対策） （地域主権推進）                |      | 樽床伸二     | 衆議院 →民間 民主党 （樽床G） （羽田G）               | 地域活性化担当                                                                                        | 初入閣                                                                |
| 法務大臣                                                                         |      | 田中慶秋     | 衆議院 民主党 （川端G）                               | 拉致問題担当                                                                                          | 初入閣 2012年10月23日免                                               |
| 法務大臣                                                                         |      | （小平忠正） | 衆議院 民主党 （川端G） （鳩山G）                     | 拉致問題担当                                                                                          | 臨時代理 2012年10月23日指定 2012年10月24日免 国家公安委員会委員長兼任 |
| 法務大臣                                                                         |      | 滝実         | 衆議院 →民間 民主党 （無派閥）                        | | 再入閣 2012年10月24日任                                               |
| 外務大臣                                                                         |      | 玄葉光一郎   | 衆議院 民主党 （玄葉G）                               | 内閣総理大臣臨時代理 就任順位第4位                                                                    | 留任                                                                  |
| 財務大臣                                                                         |      | 城島光力     | 衆議院 →民間 民主党 （川端G） （羽田G） （小沢鋭仁G） | | 初入閣                                                                |
| 文部科学大臣                                                                     |      | 田中眞紀子   | 衆議院 →民間 民主党 （旧小沢G）                       | 国立国会図書館 連絡調整委員会委員                                                                     | 再入閣                                                                |
| 厚生労働大臣                                                                     |      | 三井辨雄     | 衆議院 →民間 民主党 （樽床G） （川端G） （鳩山G）     | | 初入閣                                                                |
| 農林水産大臣                                                                     |      | 郡司彰       | 参議院 民主党 （横路G）                               | | 留任                                                                  |
| 経済産業大臣 内閣府特命担当大臣 （原子力損害賠償支援機構）                       |      | 枝野幸男     | 衆議院 民主党 （前原G） （菅G）                       | 原子力経済被害担当 内閣総理大臣臨時代理 就任順位第5位                                                 | 留任                                                                  |
| 国土交通大臣                                                                     |      | 羽田雄一郎   | 参議院 民主党 （羽田G） （鳩山G） （小沢鋭仁G）       | | 留任                                                                  |
| 環境大臣 内閣府特命担当大臣 （原子力防災）                                       |      | 長浜博行     | 参議院 民主党 （野田G）                               | 原発事故の収束 及び再発防止担当                                                                       | 初入閣                                                                |
| 防衛大臣                                                                         |      | 森本敏       | 民間                                                  | | 留任                                                                  |
| 内閣官房長官                                                                     |      | 藤村修       | 衆議院 →民間 民主党 （野田G）                         | 拉致問題担当 （2012年10月24日任） 内閣総理大臣臨時代理 就任順位第2位                                  | 留任                                                                  |
| 復興大臣                                                                         |      | 平野達男     | 参議院 民主党 （玄葉G）                               | 東日本大震災総括担当                                                                                  | 留任                                                                  |
| 国家公安委員会委員長 内閣府特命担当大臣 （消費者及び食品安全）                   |      | 小平忠正     | 衆議院 →民間 民主党 （川端G） （鳩山G）               | | 初入閣                                                                |
| 内閣府特命担当大臣 （金融） （「新しい公共」） （少子化対策） （男女共同参画）   |      | 中塚一宏     | 衆議院 →民間 民主党 （旧小沢G） （川端G） （原口G）   | | 初入閣                                                                |
| 内閣府特命担当大臣 （経済財政政策） （科学技術政策） （原子力行政） （宇宙政策） |      | 前原誠司     | 衆議院 民主党 （前原G）                               | 国家戦略担当 海洋政策担当 内閣総理大臣臨時代理 就任順位第3位                                          | 再入閣                                                                |
| 内閣府特命担当大臣 （防災）                                                      |      | 下地幹郎     | 衆議院 →民間 国民新党                                 | 郵政民営化担当                                                                                        | 初入閣 国民新党幹事長                                                 |

- 2012年（平成24年）10月1日任命。

### 内閣官房副長官・内閣法制局長官
| 職名           | 氏名 | 氏名     | 担当     | 所属等                               |
| -------------- | ---- | -------- | -------- | ------------------------------------ |
| 内閣官房副長官 |      | 斎藤勁   | 政務担当 | 衆議院／民主党（近藤・平岡グループ） |
| 内閣官房副長官 |      | 芝博一   | 政務担当 | 参議院／民主党（鳩山グループ）       |
| 内閣官房副長官 |      | 竹歳誠   | 事務担当 | 元国土交通事務次官                   |
| 内閣法制局長官 |      | 山本庸幸 |          | 元内閣法制次長                       |

- 2012年（平成24年）10月1日任命。

### 副大臣
| 職名                          | 氏名       | 所属           |
| ----------------------------- | ---------- | -------------- |
| 復興副大臣                    | 黄川田徹   | 衆議院／民主党 |
| 復興副大臣 兼内閣府副大臣     | 今野東     | 参議院／民主党 |
| 内閣府副大臣                  | 白眞勲     | 参議院／民主党 |
| 内閣府副大臣                  | 藤本祐司   | 参議院／民主党 |
| 内閣府副大臣 兼復興副大臣     | 前川清成   | 参議院／民主党 |
| 総務副大臣                    | 藤末健三   | 参議院／民主党 |
| 総務副大臣 兼内閣府副大臣     | 大島敦     | 衆議院／民主党 |
| 法務副大臣                    | 山花郁夫   | 衆議院／民主党 |
| 外務副大臣                    | 吉良州司   | 衆議院／民主党 |
| 外務副大臣                    | 榛葉賀津也 | 参議院／民主党 |
| 財務副大臣                    | 武正公一   | 衆議院／民主党 |
| 財務副大臣                    | 大久保勉   | 参議院／民主党 |
| 文部科学副大臣                | 松本大輔   | 衆議院／民主党 |
| 文部科学副大臣                | 笠浩史     | 衆議院／民主党 |
| 厚生労働副大臣                | 西村智奈美 | 衆議院／民主党 |
| 厚生労働副大臣                | 櫻井充     | 参議院／民主党 |
| 農林水産副大臣                | 佐々木隆博 | 衆議院／民主党 |
| 農林水産副大臣                | 吉田公一   | 衆議院／民主党 |
| 経済産業副大臣                | 近藤洋介   | 衆議院／民主党 |
| 経済産業副大臣 兼内閣府副大臣 | 松宮勲     | 衆議院／民主党 |
| 国土交通副大臣                | 長安豊     | 衆議院／民主党 |
| 国土交通副大臣                | 伴野豊     | 衆議院／民主党 |
| 環境副大臣                    | 生方幸夫   | 衆議院／民主党 |
| 環境副大臣 兼内閣府副大臣     | 園田康博   | 衆議院／民主党 |
| 防衛副大臣                    | 長島昭久   | 衆議院／民主党 |

- 2012年（平成24年）10月2日任命、兼務する役職は2012年（平成24年）10月3日発令。

### 大臣政務官
| 職名                                  | 氏名       | 所属             |
| ------------------------------------- | ---------- | ---------------- |
| 内閣府大臣政務官 兼復興大臣政務官     | 郡和子     | 衆議院／民主党   |
| 内閣府大臣政務官 兼復興大臣政務官     | 加賀谷健   | 参議院／民主党   |
| 内閣府大臣政務官 兼復興大臣政務官     | 金子恵美   | 参議院／民主党   |
| 総務大臣政務官                        | 石津政雄   | 衆議院／民主党   |
| 総務大臣政務官                        | 森田高     | 参議院／国民新党 |
| 総務大臣政務官 兼内閣府大臣政務官     | 稲見哲男   | 衆議院／民主党   |
| 法務大臣政務官                        | 松野信夫   | 参議院／民主党   |
| 外務大臣政務官                        | 村越祐民   | 衆議院／民主党   |
| 外務大臣政務官                        | 風間直樹   | 参議院／民主党   |
| 外務大臣政務官                        | 浜田和幸   | 参議院／国民新党 |
| 財務大臣政務官                        | 網屋信介   | 衆議院／民主党   |
| 財務大臣政務官                        | 柚木道義   | 衆議院／民主党   |
| 文部科学大臣政務官                    | 村井宗明   | 衆議院／民主党   |
| 文部科学大臣政務官                    | 那谷屋正義 | 参議院／民主党   |
| 厚生労働大臣政務官                    | 糸川正晃   | 衆議院／民主党   |
| 厚生労働大臣政務官                    | 梅村聡     | 参議院／民主党   |
| 農林水産大臣政務官                    | 梶原康弘   | 衆議院／民主党   |
| 農林水産大臣政務官                    | 鷲尾英一郎 | 衆議院／民主党   |
| 経済産業大臣政務官 兼内閣府大臣政務官 | 岸本周平   | 衆議院／民主党   |
| 経済産業大臣政務官 兼内閣府大臣政務官 | 本多平直   | 衆議院／民主党   |
| 国土交通大臣政務官                    | 川村秀三郎 | 衆議院／民主党   |
| 国土交通大臣政務官                    | 若井康彦   | 衆議院／民主党   |
| 国土交通大臣政務官 兼復興大臣政務官   | 橋本清仁   | 衆議院／民主党   |
| 環境大臣政務官                        | 中島正純   | 衆議院／国民新党 |
| 環境大臣政務官 兼内閣府大臣政務官     | 高山智司   | 衆議院／民主党   |
| 防衛大臣政務官                        | 宮島大典   | 衆議院／民主党   |
| 防衛大臣政務官 兼内閣府大臣政務官     | 大野元裕   | 参議院／民主党   |

- 2012年（平成24年）10月2日任命、兼務する役職は2012年（平成24年）10月3日発令。

### 内閣総理大臣補佐官
| 職名                                                          | 氏名     | 所属          |
| ------------------------------------------------------------- | -------- | ------------- |
| 内閣総理大臣補佐官 （重要政策に関する省庁間調整等担当）       | 大串博志 | 衆議院 民主党 |
| 内閣総理大臣補佐官 （重要政策に関する省庁間調整等担当）       | 北神圭朗 | 衆議院 民主党 |
| 内閣総理大臣補佐官 （行政改革及び社会保障・税一体改革等担当） | 寺田学   | 衆議院 民主党 |
| 内閣総理大臣補佐官 （政治主導による政策運営及び国会対策担当） | 三谷光男 | 衆議院 民主党 |
| 内閣総理大臣補佐官 （政治主導による政策運営及び国会対策担当） | 川上義博 | 参議院 民主党 |

- 2012年（平成24年）10月2日任命。